# Rt Svjatoj Nos (Murmanska oblast)
Rt Svjatoj Nos (rus. Святой Нос – sveri rt) je rt na poluotoku Kola, smješten između  Svjatonoški zaljev (Barentsovo more) i Bijelog mora.
Danas se u blizini rta Svjatoj Nos nalaze ruska meteorološka postaja, svjetionik i vojna baza.